# For God and Country (Good Riddance)
For God and Country è l'album di debutto dei Good Riddance, pubblicato nel 1995 dalla Fat Wreck Chords.

## Tracce
1. Flies First Class – 2:39
2. Better – 2:22
3. All Fall Down – 2:01
4. United Cigar – 2:46
5. Decoy – 2:46
6. Boys And Girls – 3:00
7. Mother Superior – 3:05
8. Twelve Year Circus – 2:46
9. Man Of God – 1:43
10. Lisa – 2:44
11. Wrong Again – 2:42
12. October – 2:10

## Formazione
- Russ Rankin - voce
- Luke Pabich - chitarra
- Chuck Platt - basso
- Rich McDermott - batteria